# Johannes Miesler
Johannes Miesler (* 7. April 1851 in Wevelinghoven; † 5. Juni 1905 in Schöneberg) war ein deutscher Verleger in Berlin. Der Unternehmer und Drucker gilt als Pionier farbig chromolithographierter Ansichtskarten und der „Gruß-aus …“-Postkarten.

## Leben

### Allgemeines

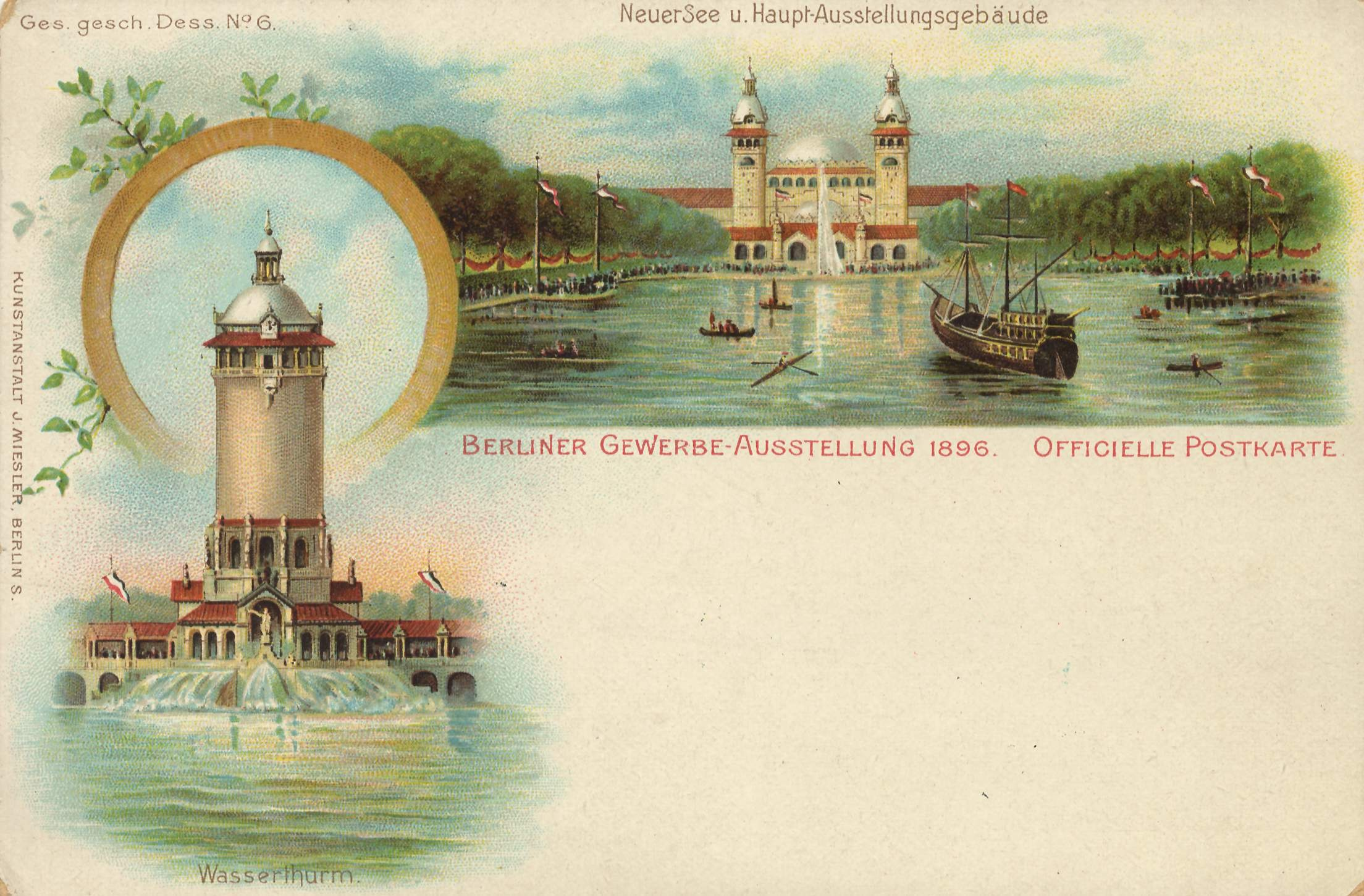
„Ges. gesch. Dess. No. 6; Officielle Postkarte“ von der Berliner Gewerbeausstellung 1896

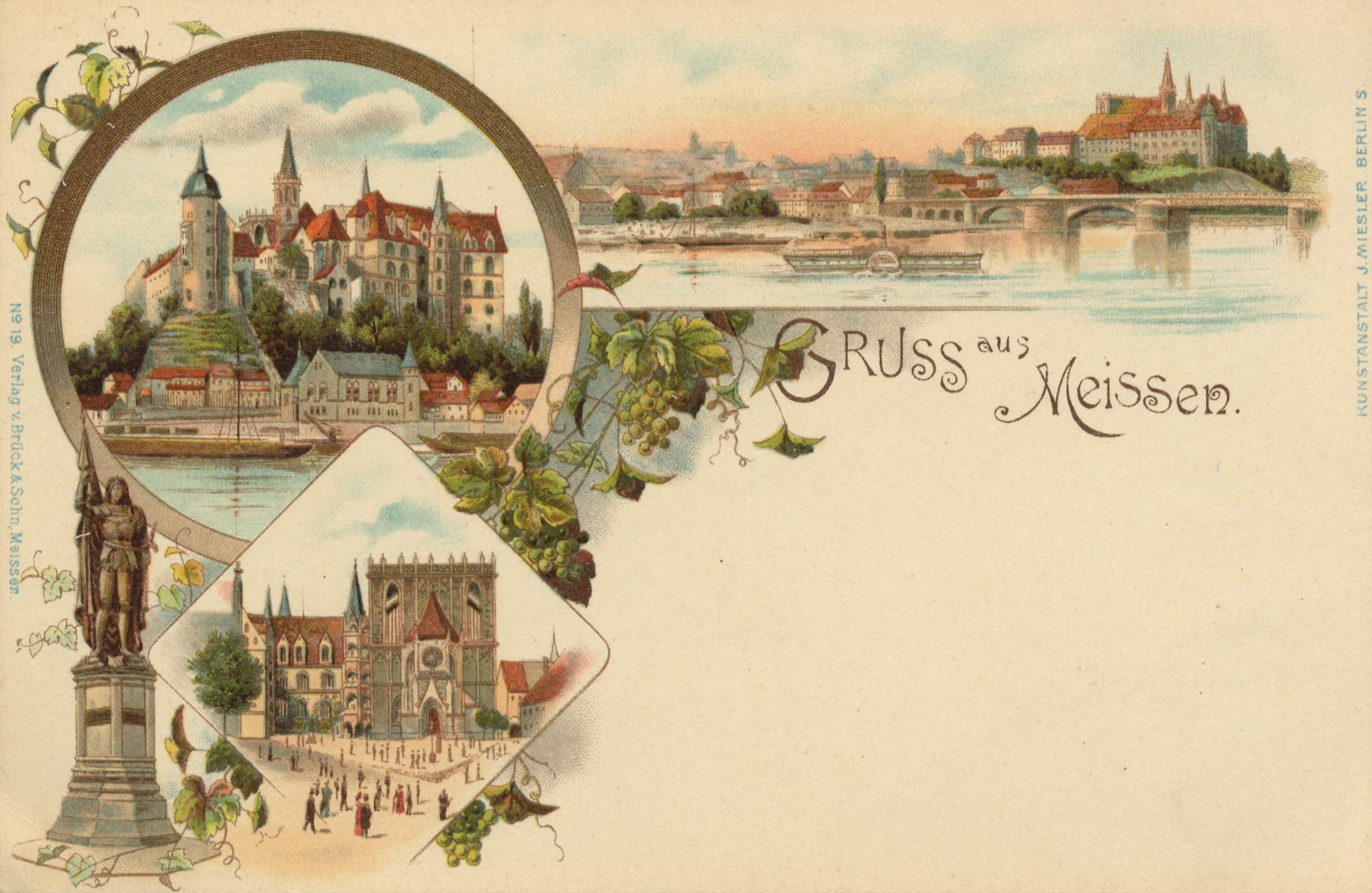
„Gruß aus Meissen“; lithografierte Ansichtskarte der Kunstanstalt J. Miesler, zugleich No. 19 im Verlag Brück & Sohn

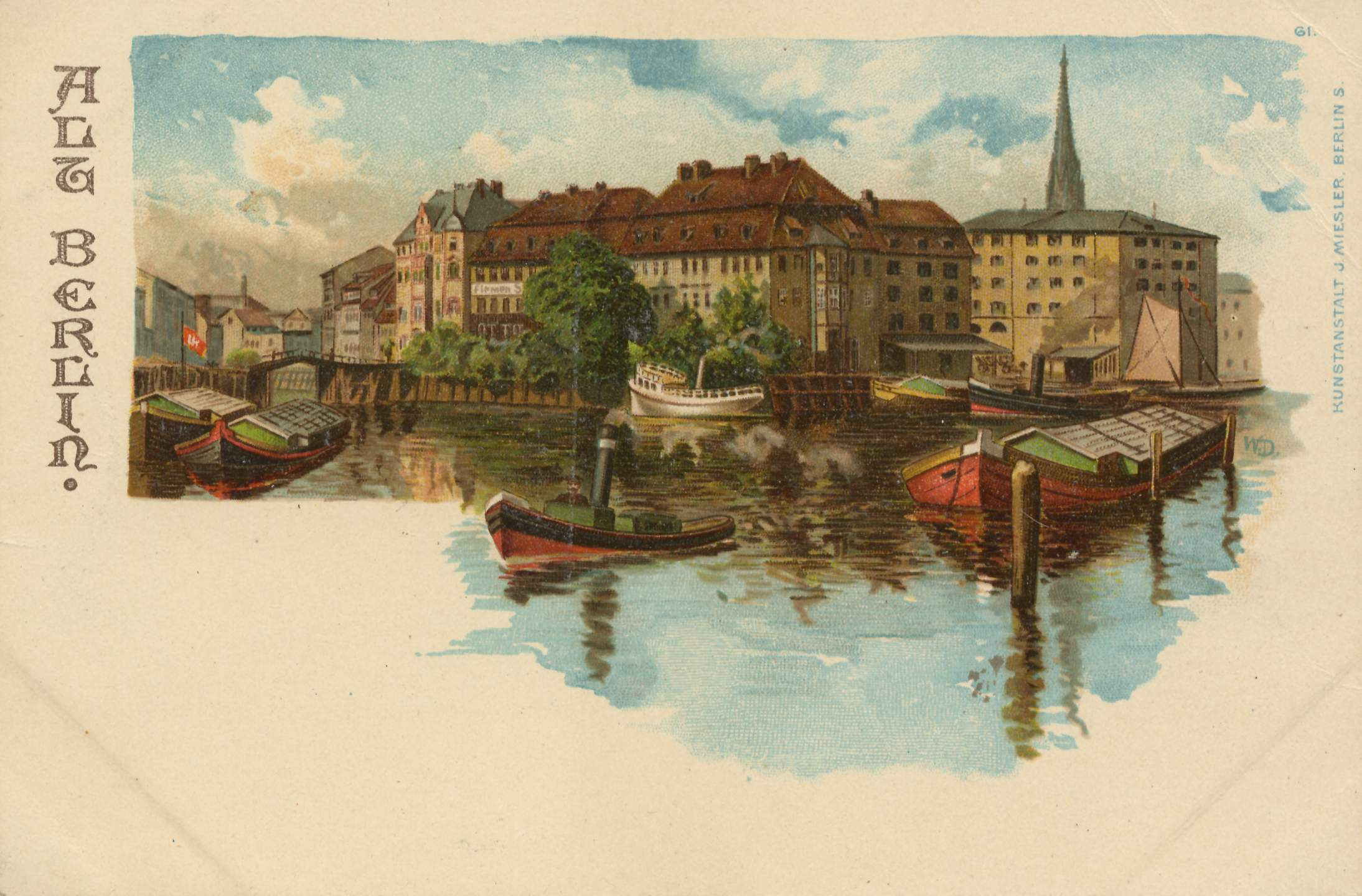
Ansichtskarte Nummer 61 aus Alt-Berlin

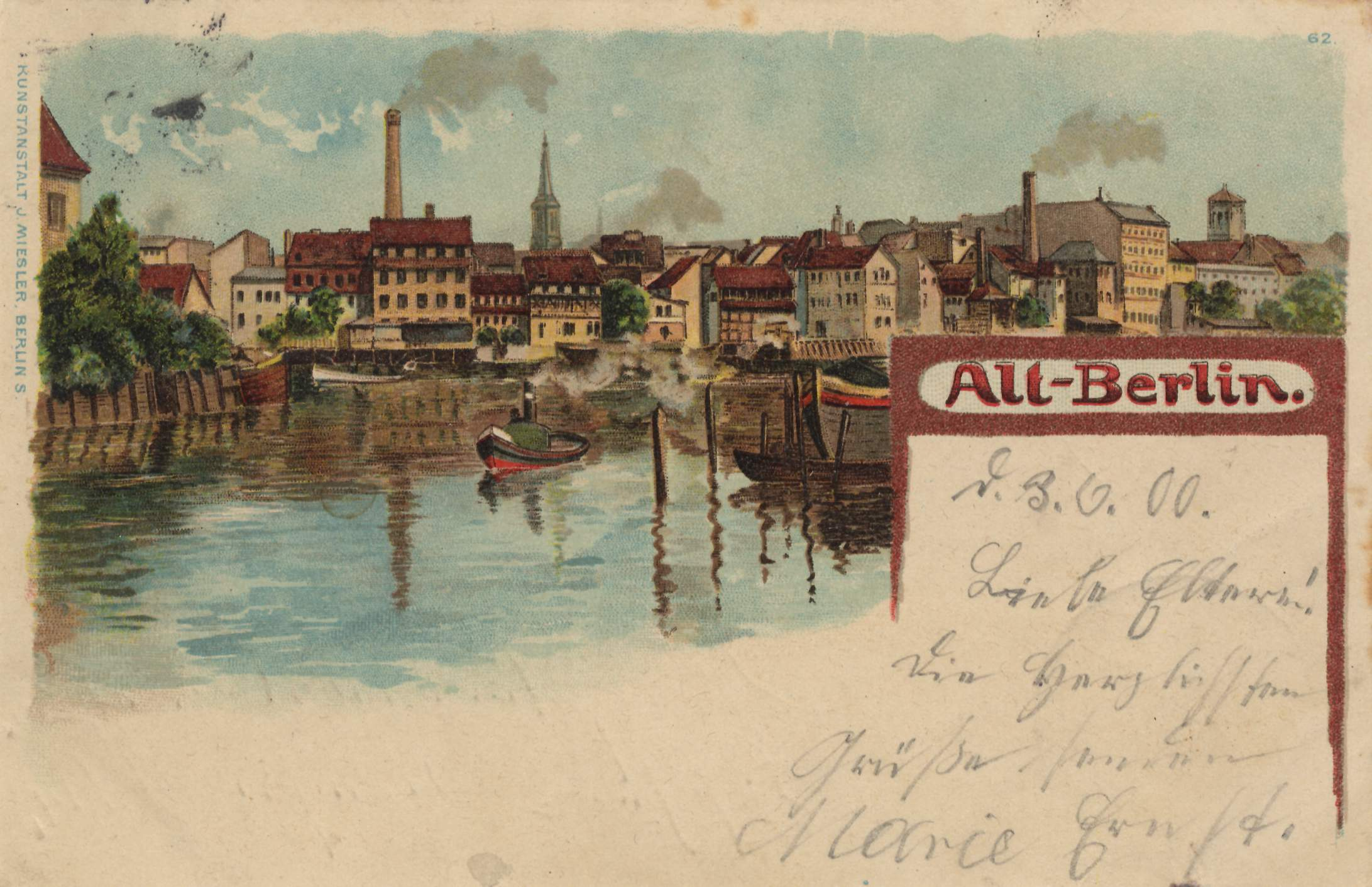
dito, Nummer 62

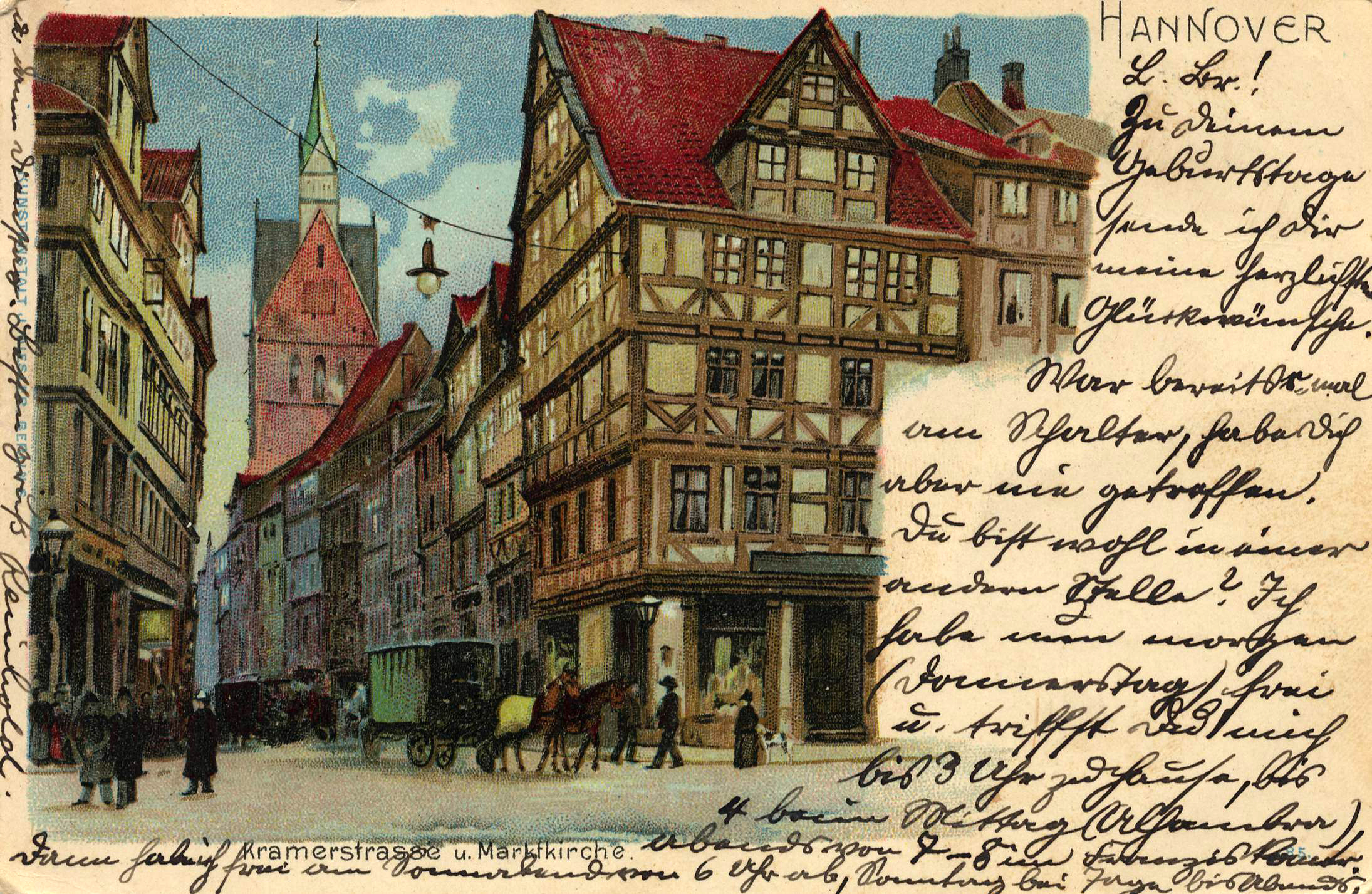
„Hannover: Kramerstraße und Marktkirche“; Ansichtskarte Nummer 85

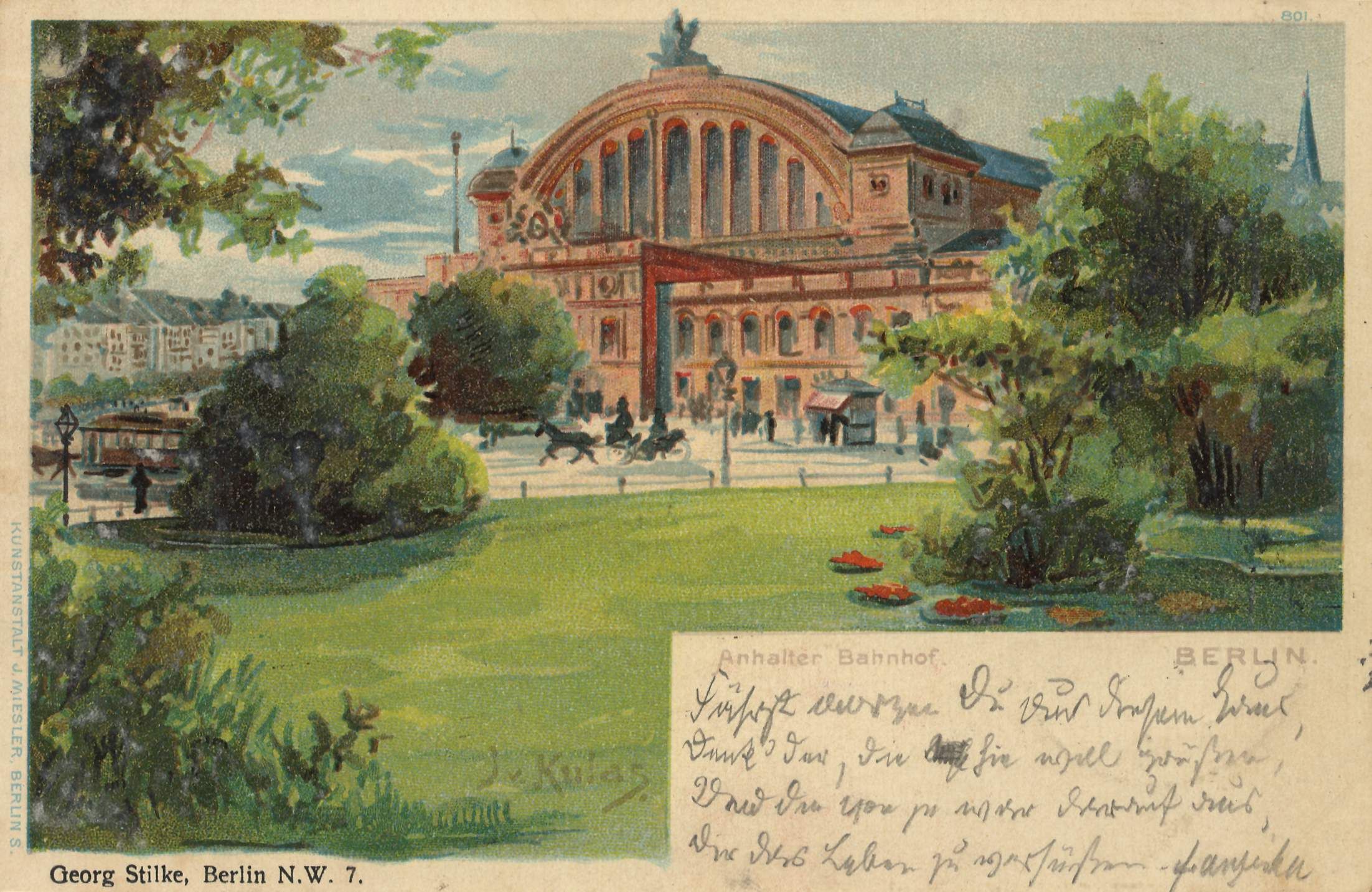
Nr. 801 vom Berliner Anhalter Bahnhof, mit Künstlersignatur J. von Kulas

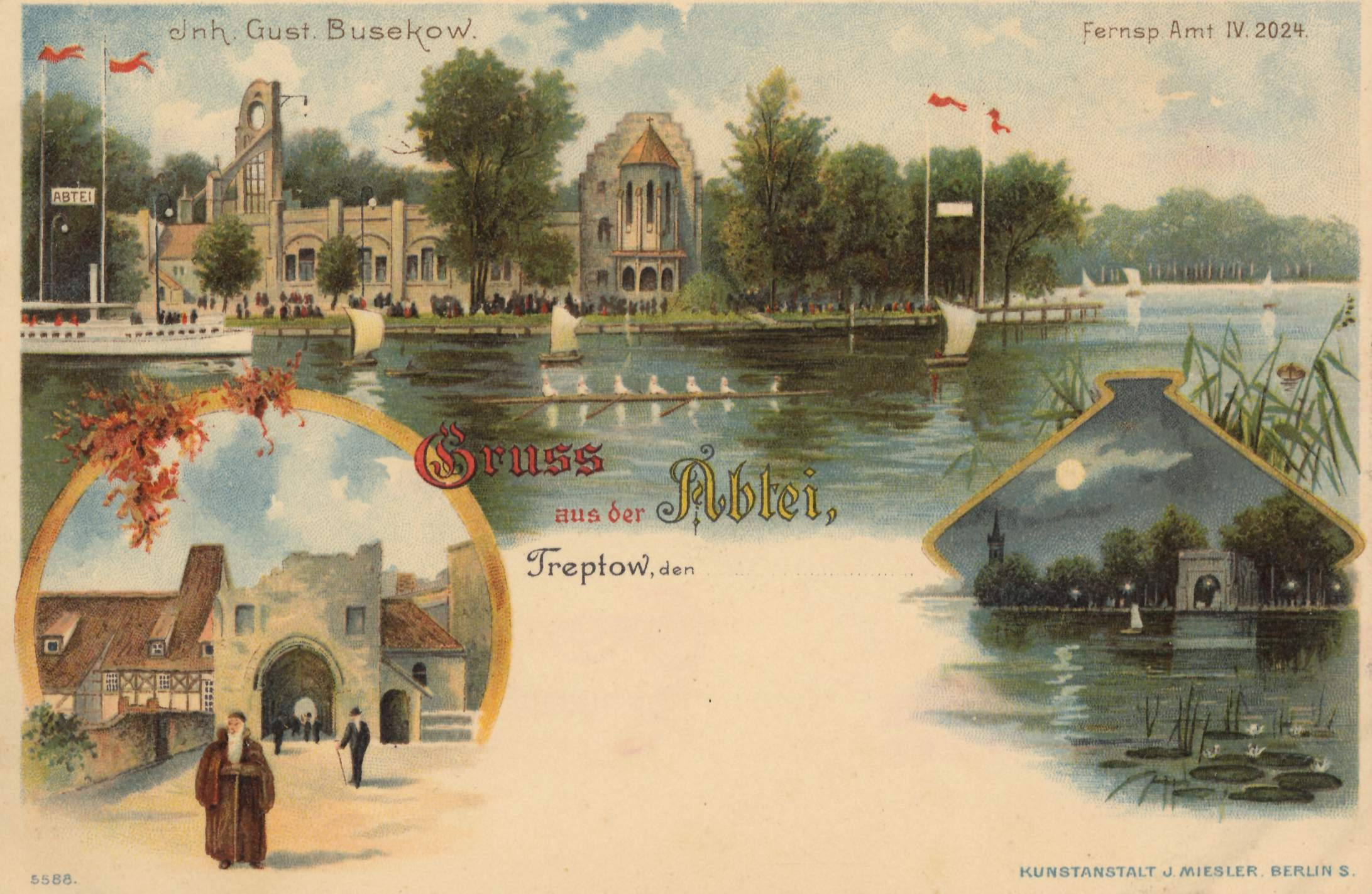
Nr. 5588 mit einem „Gruß aus der Abtei“, Inhaber Gust. Busekow

Angeblich sandte Miesler als erster in den 1870er Jahren handgezeichnete Aufrisse als Bildpostkarte und schuf damit eine der ältesten bekannten Postkarten mit individueller Handzeichnung.
Seine Kunstanstalt J. Miesler führte der Unternehmer von 1876 bis circa 1904, als die Firma kurz vor dem Tode des Firmengründers Insolvenz anmelden musste. Bekannte Adressen der Druckerei in Berlin waren die (damalige) Neanderstraße 37, die Schmidtstraße 8a, das Luisenufer 30 und seit 1898 schließlich das Luisenufer 44 in Berlin SO. Spezialitäten der Firma waren Bildpostkarten, Grußkarten, Kalender, großformatige Poster- und Relief-Drucke bei gleichzeitiger Herstellung (bedruckter) Deluxe-Papiere. In Kooperation mit dem Unternehmen Brück & Sohn wurden Mieslers Ansichtskarten bis nach Kalifornien in den USA exportiert. Aber auch Kooperationen mit anderen Verlagen waren vertraglich geregelt.
Neben Bildmotiven mit Ansichten aus dem damaligen Deutschland sind zum Beispiel auch österreichische Motive bekannt, etwa von der Aspernbrücke in Wien. Teilweise wiesen die Ansichtskarten eine eingetragene Schutzmarke auf. Zur Berliner Gewerbeausstellung 1896 konnte sich Miesler verschiedene „Offizielle Postkarte[n]“ mit fortlaufenden Design-Nummern gesetzlich schützen lassen und hatte damit bei dem zahlungskräftigen Bildungsbürgertum der Gründerzeit einen „offiziellen“ Wettbewerbsvorteil gegenüber Mitbewerbern wie etwa der Kunstanstalt Rosenblatt aus Frankfurt am Main.
Beinahe sämtliche Ansichtskarten waren fortlaufend nummeriert, ein „Gruß aus der Abtei“ in Berlin etwa trug die laufende Nummer 5588 und dokumentierte zugleich den Namen des Inhabers des Ausflugsziels und Etablissements. Vereinzelt weisen die Karten Künstlersignaturen auf; die Karte Nummer 801 mit einem Blick auf den Berliner Anhalter Bahnhof beispielsweise den Lithografen J. von Kulas.
1892 beschäftigte Mieslers Kunstanstalt 70 Arbeiter, um 1900 sogar um 100 Personen.
Haupt-Lithograf und technischer Direktor in der Kunstanstalt J. Miesler war Paul Grasnick, der das Unternehmen jedoch am 1. Oktober 1896 verließ und neun Monate später die Firma Finkenrath & Grasnick gründete. Dadurch geriet das Unternehmen in Schwierigkeiten und konnte erst 1902 die Kunstanstalt J. Miesler David Herrmann als neuen Kooperationspartner gewinnen, was den Konkurs 1904 jedoch nicht mehr abwenden konnte.

## Sammlungen
Dokumente aus dem Hause Miesler sind heute Teil häufig bedeutender Sammlungen: Eine Karte zum Tode von Otto von Bismarck mit Blick auf Schloss Friedrichsruh etwa findet sich im Deutschen Historischen Museum. Andere Karten, beispielsweise mit einem Bild der Neuen Börse in Leipzig, wurden vom Stadtgeschichtlichen Museum Leipzig digitalisiert, allerdings in so geringer Auflösung, dass nicht einmal mehr die Beschriftungen der Karten lesbar sind. Zudem suggerieren Wasserzeichen einen erneuten, eigenen Urheberrechtsanspruch. 

## Rezeption
Der Komponist Paul Lincke schuf noch um 1920 einen „Karten-Sammler-Marsch“ für Klavier, „dem Erfinder der Ansichtskarten Herrn Johannes Miesler gewidmet“ und mit humoristischen Texten von P. Grossmann unterlegt wie etwa

„Ansichtskarten-Sammelei ist heut der höchste Sport…“

Auf dem Buchumschlag des Musikwerkes war ein farbiger Querschnitt von zumeist deutschen Städtekarten abgebildet wie Berlin, München oder Danzig.